# Auguszta német császárné
Auguszta német császárné és porosz királyné, született Auguszta szász–weimar–eisenachi hercegnő (németül: Prinzessin Augusta von Sachsen–Weimar–Eisenach, Kaiserin von Deutschland und Königin von Preußen, teljes nevén Augusta Marie Luise Katharina; Weimar, 1811. szeptember 30. – Berlin, 1890. január 7.) szász–weimar–eisenachi hercegnő, házassága révén Németország császárnéja és Poroszország királynéja.

## Származása és ifjúkora
Auguszta hercegnő 1811 szeptemberében jött világra Károly Frigyes szász–weimar–eisenachi nagyherceg és Marija Pavlovna orosz nagyhercegnő második leányaként.
Édesapja szűk látókörű, „elvarázsolt” ember volt; ellenben Marija Pavlovna nagyhercegnő egyike volt a kor legintelligensebb asszonyainak. A nagyhercegné a német irodalmi élet központjává tette Weimart: a nagyhercegi udvar gyakori vendégének számított többek között Johann Wolfgang von Goethe és Friedrich Schiller is. Auguszta hercegnő széles körű, alapos oktatást kapott, az etikett és az irodalom megismerése mellett Louise Seidler udvari festőnő tanítgatta rajzolni, míg zeneórákat magától Johann Nepomuk Hummel udvari karmestertől vett.

## Házassága és gyermekei
Auguszta hercegnő tizenhat évesen, 1826-ban találkozott először Vilmos porosz királyi herceggel. A hercegnek nyomban megnyerte a tetszését a fiatal hercegnő, noha Auguszta nővére, Mária hercegnő számított a kor elismert szépségének; Mária hercegnő később feleségül ment a trónörökös öccséhez, Károly porosz királyi herceghez. Annak ellenére, hogy a porosz herceg vonzódott Auguszta Máriához, a hercegnő mégiscsak Vilmos herceg édesapja nyomására került figyelembe, mint lehetséges feleség a fia számára.
Ebben az időben a porosz trón várományosa Vilmos idősebb fivére, Frigyes Vilmos herceg volt, neki azonban nem született gyermeke, így Vilmos herceg igen előkelő helyen állt a trónöröklési sorban. A herceg heves szerelmet érzett a lengyel Eliza Radziwiłłówna hercegnő iránt, és bár bátyja pártfogolta házassági terveit, a porosz udvar nem engedélyezte azt a lengyel hercegnő nem megfelelő származására hivatkozva. Júniusban végül a porosz király fia tudomására hozta, hogy új menyasszonyt kell keresnie Radziwiłłówna hercegnő helyett. 1828. augusztus 29-én Vilmos herceg írásban folyamodott Auguszta hercegnő kezéért, maga mögött tudva családja támogatáságát. A hercegnő örömmel mondott igent; eljegyzésüket 1828. október 25-én hozták nyilvánosságra. Radziwiłłówna hercegnő eljegyzést kötött Frigyes schwarzenbergi herceggel, de jegyességüket később felbontották; a hercegnő fiatalon, 1834-ben hunyt el betegség következtében.
1829. június 11-én Charlottenburg kastélyában Vilmos herceg feleségül vette Auguszta hercegnőt. A hercegnő gyengéd érzelmeket táplált férje irányába, aki viszont még mindig Radziwiłłówna hercegnő után vágyódott. Házassága első hónapjai harmóniát és boldogságot hoztak Auguszta hercegnő számára. A porosz udvar szimpátiáját hamar megnyerte magának; viszont ridegsége és katonás fegyelme rövid időn belül megrémítették a fiatal hercegnőt, aki – nem lévén reprezentatív kötelessége, azokat ugyanis sógornője Erzsébet bajor hercegnő teljesítette – hamar unatkozni kezdett. Helyzetén nem segített férje idegenkedése sem, a herceg gyakorta panaszkodott testvéreinek házaséletükről. Első gyermekük három évvel az esküvő után, 1831-ben érkezett meg, második utódjuk hét év elteltével. 1842-ben és 1843-ban Auguszta hercegnőnek két vetélése is volt; többek között ezek is hozzájárultak a hercegnő időnkénti depressziójához, melyet a rá nehezedő nyomás csak fokozott. Kapcsolata férjével zátonyra futott, Vilmos szeretőket tartott és rendszeresen megcsalta feleségét.
Auguszta hercegnőnek és Vilmos hercegnek két egészséges gyermeke született:
- Frigyes herceg (1831–1888), később Németország császára és Poroszország királya
- Lujza hercegnő (1838–1923), házassága révén Baden nagyhercegnéje.

## Német császárnéként és porosz királynéként

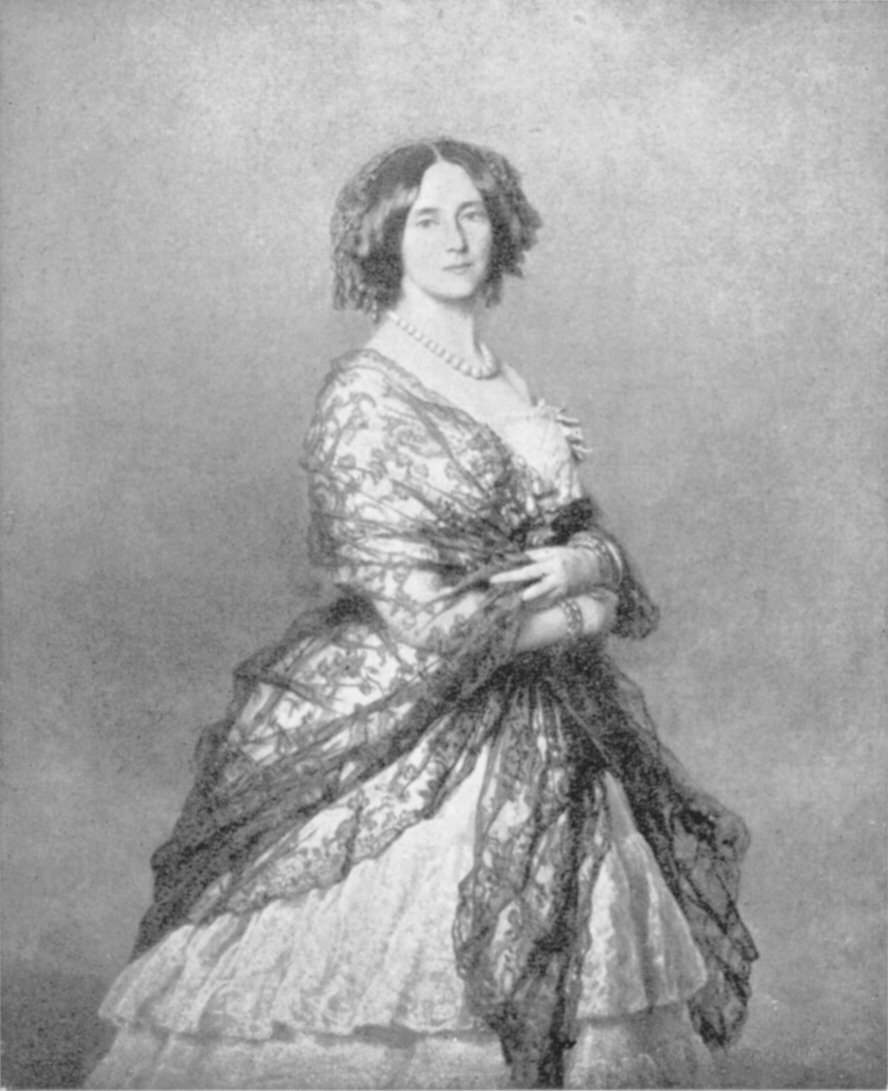
Auguszta porosz királyné és német császárné (Franz Xaver Winterhalter)

Auguszta hercegnő liberális eszméi még gyermekkorából származtak; a szász–weimar–eisenachi udvar ugyanis híres volt liberális szelleméről. A hercegnőt rendkívüli módon érdekelte a politika, különösen miután sógora, IV. Frigyes Vilmos porosz király került a trónra. Akárcsak a hozzá hasonló eszméket vallók, ő is azt remélte, az új király személyében modern és újító uralkodó került a porosz állam élére. Az olyannyira áhított enyhülés helyett IV. Frigyes Vilmos konzervatív fordulatot vett a kormányzásban, ami végül az 1848-as német forradalomhoz vezetett. A felkelés véres leveréséért a közvélemény az ekkor már trónörökös Vilmos herceget tette felelőssé, aki bátyja óhajára Londonba menekült a nép haragja elől. Auguszta trónörökösné két gyermekével Potsdamba költözött; a liberalizmus hívei köré szőtték álmaikat. Elképzelésük szerint a királyt le kellett volna mondatni, Vilmosnak vissza kellett volna utasítani a trónt, ily módon Frigyes herceg lett volna Poroszország királya, melléje pedig édesanyját, Auguszta hercegnőt tették volna meg régensnek. A trónörökösné ez időszakról szóló naplóját később maga a hercegnő semmisítette meg, így nem tudni, ő mennyire folyt bele ezekbe a tervekbe.
1848 júniusában Vilmos trónörökös hazatérhetett Londonból. 1849-ben a rajnai tartomány kormányzójává nevezték ki; így a család 1850-ben Koblenzbe költözött. Itt Auguszta hercegné saját udvartartást szervezett; a trónörökösné örömmel szabadult meg a királyi udvar merevségétől és ridegségétől. Ottlétük alatt számos liberális politikus jelent meg Koblenzben, elsősorban a hercegné hatására. Auguszta trónörökösnét azzal vádolták meg, hogy túlságosan is szimpatizálni kezdett a katolikus vallással, amit a protestáns poroszok tűrhetetlennek tartottak a trónörökösné számára.
A trónörökösné egyetlen leánya, Lujza hercegnő 1856-ban nőül ment I. Frigyes badeni nagyherceghez. Fia, Frigyes herceg a bonni egyetemre járt az első olyan porosz hercegként, aki elvégezte egyetemi tanulmányait; a herceg 1858-ban elsősorban édesanyja ösztökélésére feleségül vette Viktória brit királyi hercegnőt, akitől Auguszta hercegné azt remélte, képes lesz brit mintára megújítani a porosz udvart. Ugyanebben az évben Vilmos herceget kinevezték régensnek bátyja mellé, miután a több agyvérzést is elszenvedett király uralkodásra alkalmatlanná vált. A házaspár visszatért a berlini udvarba; Vilmos pedig új, elsősorban koblenzi liberális ismerőseikből álló kormányt állított fel. A konzervatívok nézetei szerint ezen intézkedések hátterében Auguszta hercegné állt, ugyanakkor ő valójában soha nem bírt nagy befolyással férje felett. Ez világossá is vált akkor, mikor immár porosz királyként Vilmos feloszlatta a parlamentet és miniszterelnökké nevezte ki Otto von Bismarck grófot és herceget. A királyné hamar Bismarck nagy ellenségé vált; a kancellár befeketítette őt a sajtóban és a parlament előtt; melyre válaszul Auguszta királyné csupán annyit tudott tenni, hogy udvariatlanul bánt Bismarck feleségével. Depressziója újra kiújult, főként a folytonos megaláztatás okán, de közrejátszott az is, hogy menye, Viktória hercegnő fokozatosan eltávolodott tőle, feszengvén a porosz udvarban és sokallván a vele szemben támasztott hazafias elvárásokat. Egyedüli vigasza unokája, Vilmos herceg volt.

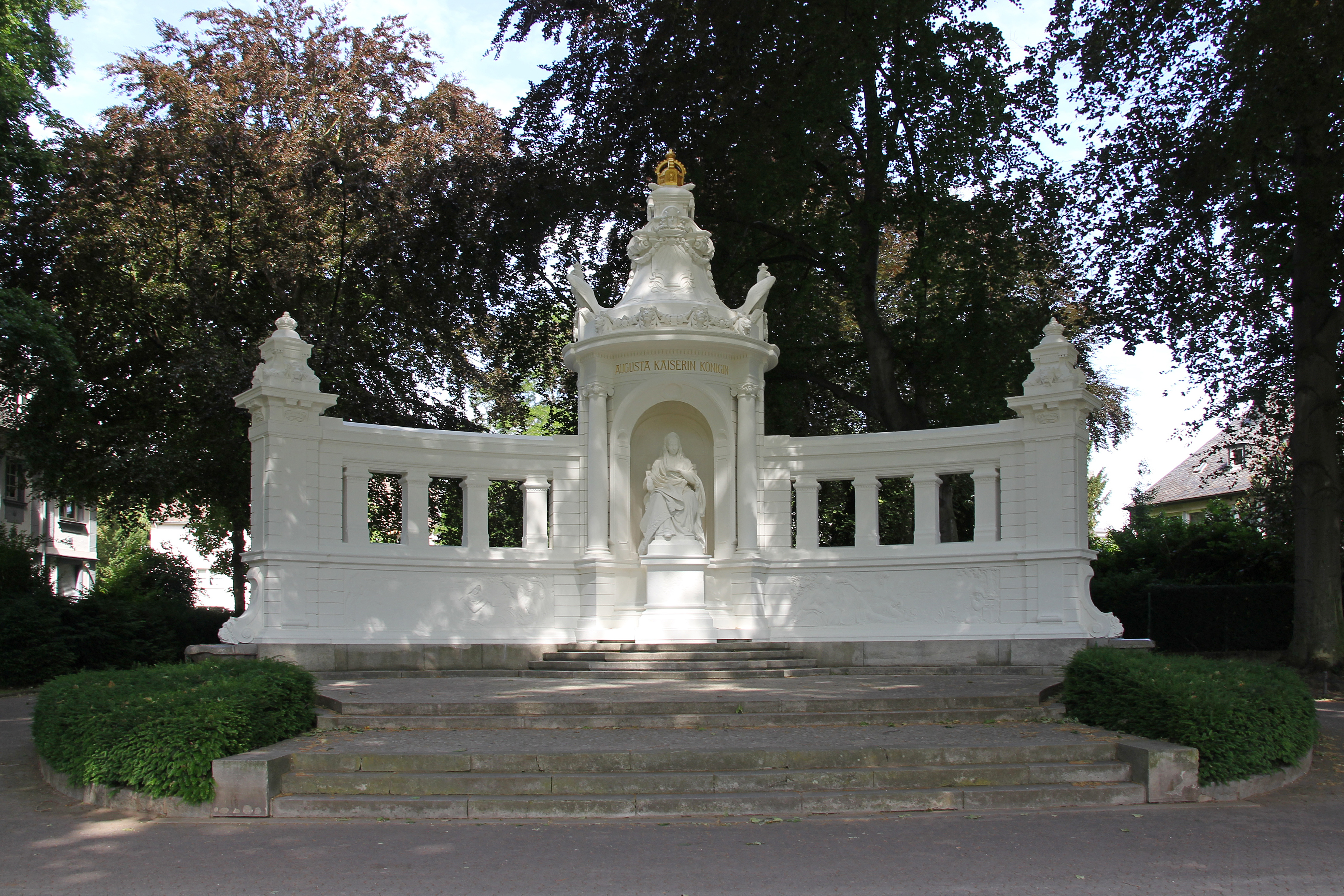
Auguszta császárné emlékműve Koblenzben

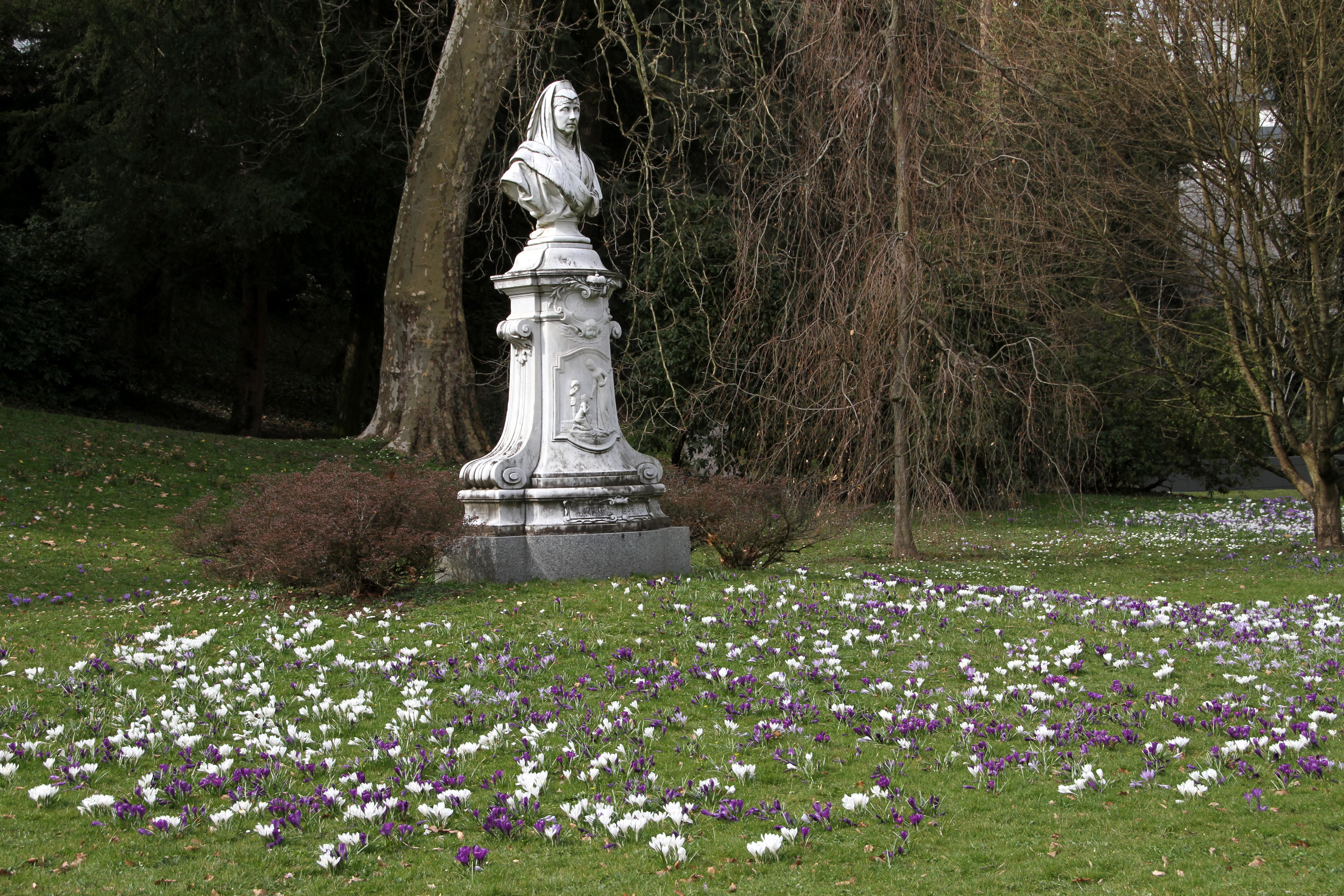
A császárné baden-badeni emlékműve

A királyné hosszú gyógykúrákon vett részt Baden-Badenben, mialatt Poroszország háborút vívott Ausztriával. Auguszta királyné ellenezte a harcokat, de tiltakozása nem ért el semmilyen hatást férjénél. A jótékonykodásnak szentelte a háború éveit; 1864-ben megalapította a sebesült katonákat gyógyító Vaterländischen Frauenvereint, több kórházat pártfogolt és létesített. Személyesen utazott el Angliába azért, hogy találkozzék és beszélgessen Florence Nightingale-lel, akinek jószolgálati tevékenységei hasonlóak voltak a királynééhoz. Az uralkodóné Bismarckot tette felelőssé a porosz–osztrák háború mellett a porosz–francia háborúért is, melynek szintén nagy ellenzője volt. Ugyanakkor ez hozta el férje és az ő számára a német császári koronát 1871-ben. Auguszta királyné, immár német császárnéként tehernek és személyes vereségének érezte a császári koronát; ő egy békés úton összekovácsolt Németországról álmodott. Harca Bismarckkal továbbra is folytatódott, ez leginkább a katolikus vallás kérdésében nyilvánult meg. A kancellár háttérbe akarta szorítani és megnyirbálni a katolikus egyház jogait; a császárné azonban Róma mellett foglalt állást, és 1878-ban Bismarck kénytelen volt meghátrálni terveivel. Kettejük kapcsolatában csak Auguszta császárné utolsó éveiben mutatkozott javulás, amikor is a császárné-királyné hajlandó volt kibékülni a kancellárral.
Az ekkor már korosodó Auguszta császárné súlyos reumától szenvedett. 1881 júniusában elesett, minek következményeként élete hátralevő részében csak mankók és kerekesszék segítségével tudott közlekedni. Viszonya férjével csak 1887-ben, a császár kilencvenedik születésnapja után javult meg; egy évvel később, 1888. március 9-én elhunyt az idős császár és király. A korona Auguszta anyakirályné egyetlen fiára, III. Frigyesre szállt. A beteges anyacsászárné egészségi állapota ellenére is minden évben meglátogatta Koblenzet és továbbra is eleget tett kötelességeinek. A hetvenedik évén túl járó özvegy anyakirályné és császárné nem érte meg szeretett unokája trónra kerülését; 1890. január 7-én halt meg a fővárosban. A Charlottenburg-palota mauzóleumában temették el férje oldalára.

## Fordítás
- Ez a szócikk részben vagy egészben az Augusta von Sachsen-Weimar-Eisenach című német Wikipédia-szócikk ezen változatának fordításán alapul.  Az eredeti cikk szerkesztőit annak laptörténete sorolja fel. Ez a jelzés csupán a megfogalmazás eredetét és a szerzői jogokat jelzi, nem szolgál a cikkben szereplő információk forrásmegjelöléseként.

## Forrás
- Magyar nagylexikon  II. (And–Bag). Főszerk. Élesztős László, Rostás Sándor. Budapest: Akadémiai. 1994.   618. o. ISBN 963-05-6800-4
- Aschmann, Birgit: Königin Augusta als „political player“. In: Susanne Brockfeld, Ingeborg Schnelling-Reinicke (szerk.): Karrieren in Preußen – Frauen in Männerdomänen. Duncker & Humblot, Berlin 2020, ISBN 978-3-428-18035-6, 271–290. oldal
- Feuerstein-Praßer, Karin: Die deutschen Kaiserinnen 1871–1918; Regensburg, 1997 ISBN 3-492-23641-3
- Treue, Wilhelm: Drei Deutsche Kaiser – Ihr Leben und Ihre Zeit 1858 – 1918; Ploetz, Würzburg 1987 ISBN 3-87640-192-5

## Külső hivatkozások
- Allgemeine Deutsche Biographie[halott link] (németül)
- Biographisch-Bibliographisches Kirchenlexikon (németül)
- Életrajza (németül)
- Emlékmű Auguszta német császárné számára Archiválva 2016. március 3-i dátummal a Wayback Machine-ben (németül)
- Életrajzi adatok